# Хосі (рьокан)

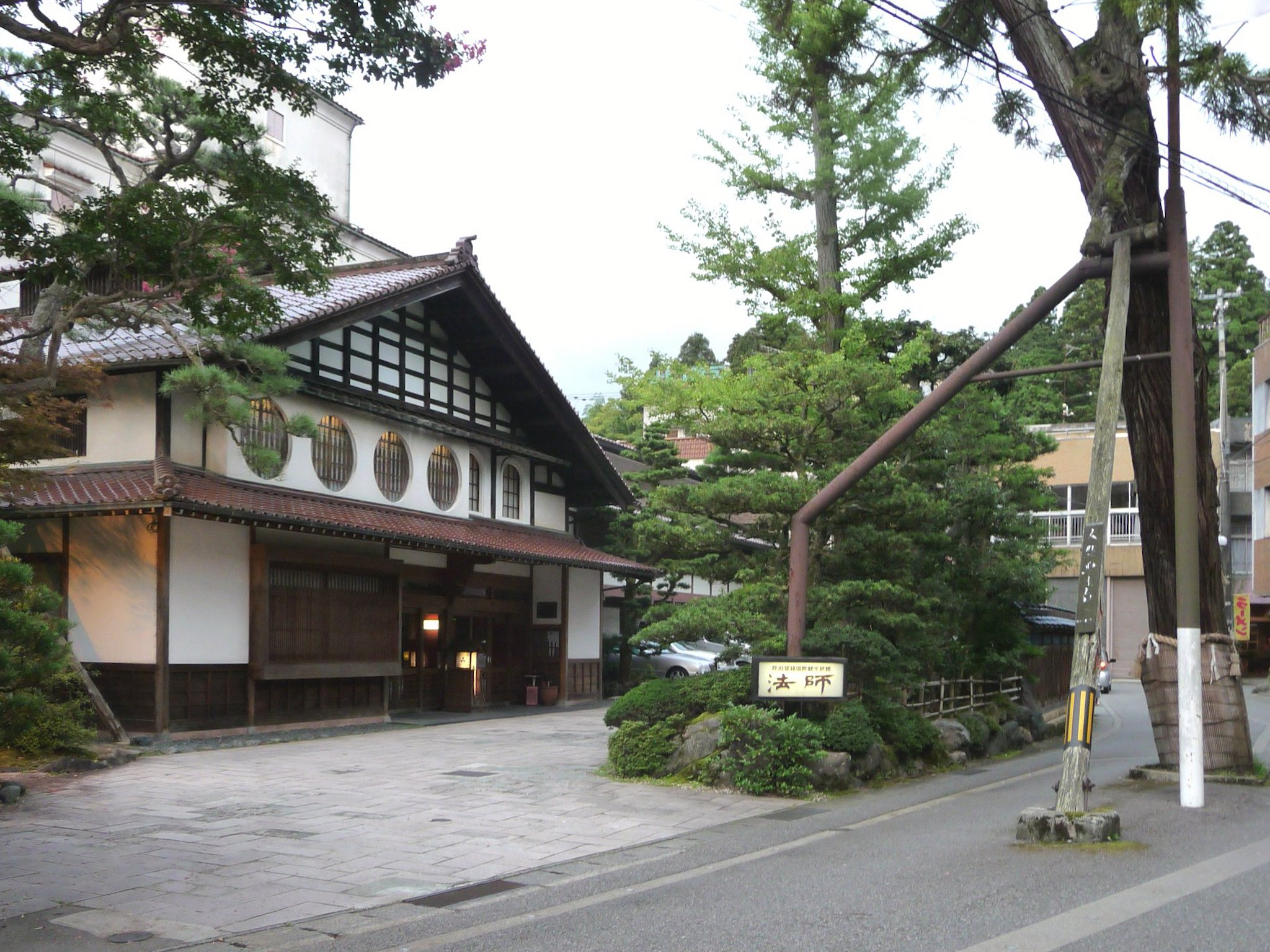
Головний вхід

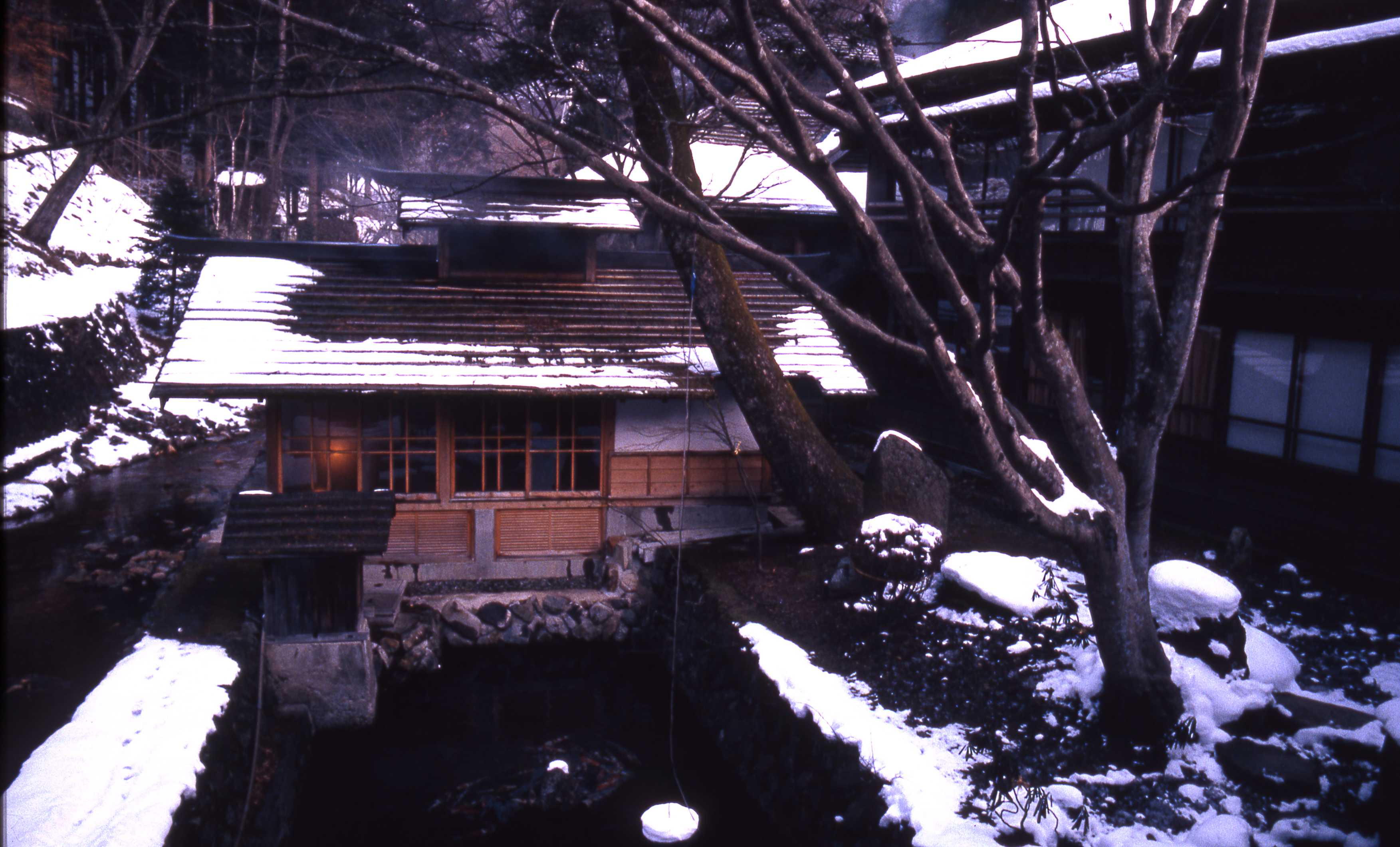
Спа рьокану взимку

36°19′54″ пн. ш. 136°26′53″ сх. д. / 36.331697222222° пн. ш. 136.44810833333° сх. д.
Хосі (яп. 法師) — японський готель (рьокан), який до певного часу вважався найстарішим готелем у світі. Заснований 718 року. Рьокан Хосі розташований у Комацу, місті у Префектурі Ісікава, Японія.
За легендою, рьокан був заснований учнем буддистського наставника. Родинний переказ говорить, що уві сні ченець Тайко Дайші отримав наказ віднайти гаряче джерело у найближчому селищі Авазу (тепер Префектура Ісікава). Знайшовши його, Тайко Дайші наказав своєму учневі, Гарьо Хосі, побудувати коло нього будиночок для гостей. Синові, спадкоємцеві родинного бізнесу, засновник рьокану дав своє дитяче ім'я Дзенгоро.. З часу заснування цього рьокану до наших днів змінилося 46 поколінь його власників. Нинішній власник готелю, Дзенгоро 46-ий, не має сина, тому після його смерті Хосі повинен перейти у власність до його доньки.
З 1987 року рьокан Хосі є членом клубу «Енох» (англ. The Henokiens), до якого належать найстаріші у світі підприємства. Також раніше вважалося, що Хосі є найстарішим родинним бізнесом у Японії з часу ліквідації будівельної компанії Kongō Gumi у 2006 році. З часом з'ясувалося, що Nisiyama Onsen Keiunkan, інший японський готель, почав функціонувати тринадцятьма роками раніше, тож першість із 2011 року належить саме цьому підприємству.